# Georg Streif
Georg Streif (Marktoberdorf, 21 de diciembre de 1961) es un deportista alemán que compitió para la RFA en taekwondo.
Ganó una medalla de bronce en el Campeonato Mundial de Taekwondo de 1987 y dos medallas en el Campeonato Europeo de Taekwondo, oro en 1990 y bronce en 1986. Además, consiguió una medalla de plata en los Juegos Mundiales de 1989.

## Palmarés internacional
| Representando a la RFA   |                    |                   |           |
| Campeonato Mundial       |                    |                   |           |
| Año                      | Lugar              | Medalla           | Categoría |
| 1987                     | Barcelona (España) | Medalla de bronce | –70 kg    |
| Campeonato Europeo       |                    |                   |           |
| Año                      | Lugar              | Medalla           | Categoría |
| 1986                     | Seefeld (Austria)  | Medalla de bronce | –70 kg    |
| Representando a Alemania |                    |                   |           |
| Campeonato Europeo       |                    |                   |           |
| Año                      | Lugar              | Medalla           | Categoría |
| 1990                     | Aarhus (Dinamarca) | Medalla de oro    | –70 kg    |